# 丽塔·史塔里希
丽塔·史塔里希（德語：Rita Streich，1920年12月18日－1987年3月20日），是名德国花腔女高音歌劇演唱家。
史塔里希出生於俄羅斯巴尔瑙尔，父亲是德国人，母亲是俄羅斯人。小时候她跟随双亲迁往德国，並在双语环境中长大。她的教师有 Willy Domgraf-Fassbaender，Erna Berger 和 Maria Ivogün。
她1943年在波希米亚奥辛市立剧院首演，演唱理查·施特劳斯歌剧《阿里阿德涅在纳克索斯》中的Zerbinetta。三年后她获得了柏林德意志歌剧院一个职位，她在那里一直唱到1952年。1953年她转到维也纳国家歌剧院。她曾在拜罗伊特音乐节、萨尔茨堡音乐节、罗马、米兰斯卡拉大劇院，英国皇家歌剧院，芝加哥等地登台。1957年她巡演北美洲。
自1974年起她到埃森的富克旺艺术大学和维也纳音乐学院任教。1983年起她在萨尔茨堡音乐节举办大师班。
她的演唱有《依多美尼歐》，《女人皆如此》，《后宫诱逃》，《魔笛》，《费加罗的婚礼》和《唐·喬望尼》中的花腔女高音角色。她的双语优势，使得她能不带任何口音演唱里姆斯基-科萨科夫的作品。她演出的歌劇尚有：《温莎的风流娘儿们》、《汉泽尔与格蕾太尔》。
史塔里希逝世於维也纳。